# Miúcha
Heloïsa Maria Buarque de Hollanda (Rio de Janeiro, 30 de novembre de 1937 - 27 de desembre de 2018), coneguda pel seu nom artístic, Miúcha, va ser una cantant i compositora brasilera de bossa nova i Música Popular Brasileira. Va llançar 14 discos en 40 anys de carrera i, coneguda internacionalment, es va presentar a diferents països, principalment a Itàlia, Estats Units i Japó.

## Biografia
Heloïsa Maria Buarque de Hollanda va néixer a Rio de Janeiro. Era filla de l'historiador Sérgio Buarque de Holanda i de Maria Amélia Cesário Alvim; tenia un germà, el cantant i compositor Chico Buarque, i dues germanes, les cantants Ana de Hollanda i Cristina Buarque.
Quan tenia vuit anys, la seva família es va traslladar a São Paulo. De petita va formar un conjunt vocal amb els seus germans, inclòs Chico Buarque. El 1960 es va traslladar a París on va estudiar Història de l'art a l'École du Louvre i també es va matricular a la Sorbona.

## Carrera professional
El 1975, va gravar professionalment per primera vegada cantant a l'àlbum The Best of Two Worlds en col·laboració amb João Gilberto i Stan Getz. Després d'aquest llançament, Miúcha es va associar amb Tom Jobim en dos àlbums, el 1977 i 1979, i va formar part de l'espectacle organitzat per Aloysio de Oliveira juntament amb Vinicius de Moraes, Tom Jobim i Toquinho. L'acte es va veure durant un any a Canecão de Rio de Janeiro, seguit per a presentacions internacionals a Amèrica del Sud i Europa, i va donar origen a l'enregistrament que Tom, Vinícius, Toquinho e Miúcha van gravar en directe a Canecão (RCA Victor, 1977).

## Vida personal
A la dècada de 1960, la cantant i compositora va viatjar per Itàlia i Grècia amb dos amics i la seva guitarra, actuant a les ciutats per les quals passaven. L'experiència va donar lloc a una actuació al bar La Candelaria. Allà va ser descoberta per Violeta Parra, qui va convidar João Gilberto a escoltar a la brasilera que cantava bossa nova. Poc després es va traslladar a Nova York i es va casar amb João Gilberto, amb qui va tenir una filla, Bebel Gilberto, que també es convertiria en cantant.
Miúcha va morir el 27 de desembre de 2018 amb 81 anys a l'Hospital Samaritano de Rio de Janeiro on era tractada d'un càncer de pulmó i va patir una aturada cardiorespiratòria.

## Homenatges
L'any 2022 es va estrenar el documental Miúcha, a voz da bossa nova, dirigit per Liliane Mutti. La cinta va competir en el Festival In-Edit d'aquell mateix any.

## Discografia
- Miúcha & Antônio Carlos Jobim (1977) - RCA Victor
- Tom/Vinicius/Toquinho/Miúcha - Gravado ao vivo no Canecão (1977) - Som Livre
- Os Saltimbancos (1977) - Phonogram/Philips Records
- Miúcha & Tom Jobim (1979) - RCA Victor
- Tom Jobim, Vinicius de Moraes, Toquinho e Miúcha - Musicalmente ao vivo na Itália (1979)
- Miúcha (1980) - RCA Victor
- Miúcha (1989) - Warner/Continental
- Vivendo Vinicius ao vivo Baden Powell, Carlos Lyra, Miúcha e Toquinho (1999) - BMG Brasil
- Rosa amarela (1999) - BMG Brasil
- Miúcha.compositores (2002) - Biscoito Fino
- Miúcha canta Vinicius & Vinicius - Música e letra (2003) - Biscoito Fino
- Miúcha Outros Sonhos (2007) - Biscoito Fino
- Miúcha com Vinícius/Tom/João (2008) - Sony & BMG